# Voz tiple

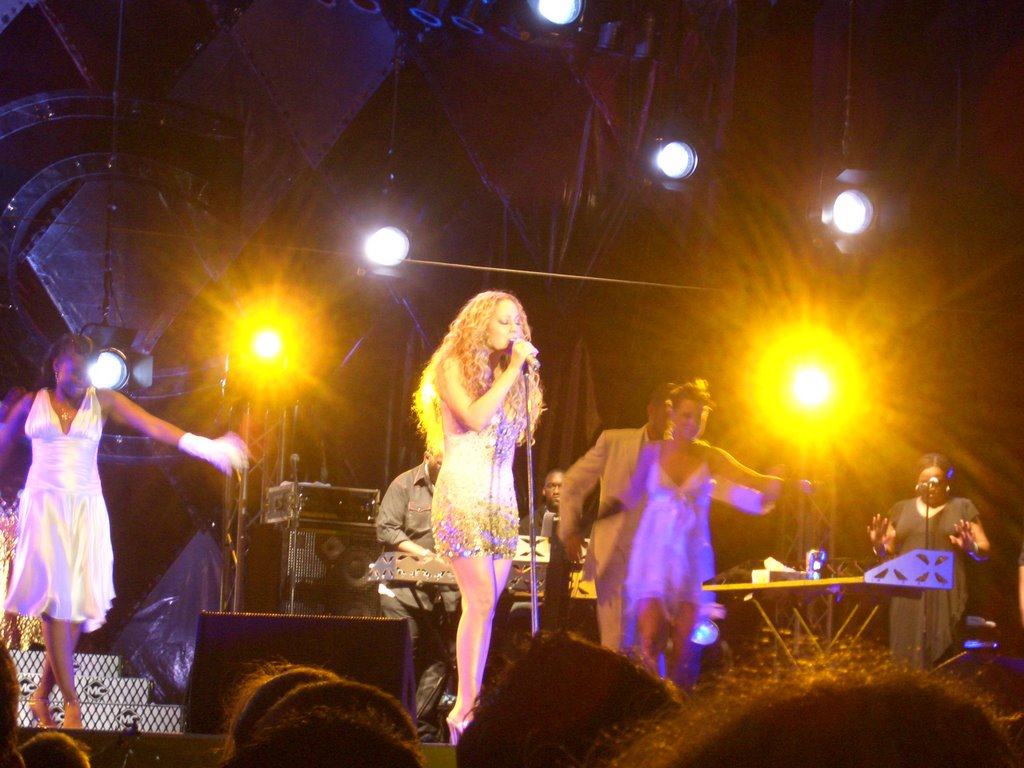
Durante los años 90s, la cantante de R&B Mariah Carey popularizó el uso de este registro vocal, en la música pop.

La voz tiple o registro de silbido es el registro vocal más alto de la voz humana. Este registro tiene una producción fisiológica específica que es diferente de los otros registros.
En algunas sopranos, la producción vocal de registro modal puede extenderse a lo que generalmente se suele considerar como el registro de silbido.

## Fisiología
El funcionamiento del silbido vocal es menos entendido que los otros registros vocales. Se considera la cuarta posición de la voz humana, más allá del falsete. Se supone que al producir sonidos de la voz silbada, no hay vibración en músculo, cuerda o mucosidad vocal. Las cuerdas vocales se cierran, solo dejando un pequeño hueco. Al pasar el aire por ese hueco, se produce un sonido parecido al silbido de los labios.
El registro de silbido se usa para realizar sonidos más agudos que el Mi6.
Existen raros casos como el del cantante australiano Adam Lopez, que puede ejecutar un Do#8 (4434,9 Hz) o el cantante de Kazajistán, Dimash Kudaibergen el cual alcanzó un Re8.

### Edades
Este registro es una cualidad común entre los niños, que pueden hacer uso de él con algo de control y entrenamiento (nótese el sonido que produce un niño de menos de 9 años al gritar-llorar intensamente). Posterior a la etapa de la niñez, es impredecible cuánto tiempo más puede hacerse uso de este recurso. Muchas mujeres logran mantenerlo (dependiendo del grosor, ligereza y largo de las cuerdas vocales) hasta pasados los 30 años, y en algunos casos pueden conservarlos ya en la madurez; mientras que los hombres suelen perderlo durante la adolescencia, o (en casos excepcionales) antes del inicio de la madurez vocal de los 30.

### Características
Se caracteriza por ser una posición limitada para el cantante, imposibilitando la articulación y la dicción, y casi eliminando el vibrato y la proyección, aunque potenciando el rango vocal hasta notas más agudas que las que puede producir un piano estándar.

### Uso
Si bien es un recurso popular de gran impacto no se debe abusar de esta técnica sin la ayuda de un profesor de canto, ya que usar este registro de forma inadecuada acarrea consecuencias desde la pérdida del registro a temprana edad, hasta lesiones severas, como edemas, pólipos, nódulos, quistes, y, en los peores casos, papilomas y granulomas en las cuerdas vocales como en cualquier otro registro vocal.

## Uso en música popular
Su uso fue popularizado por primera vez en la música por la cantante Minnie Riperton en 1975 con su canción Lovin You; posteriormente sería utilizado principalmente por cantantes femeninas como Mariah Carey, Celine Dion, Christina Aguilera y Ariana Grande quienes tienen documentadas canciones empleando esta habilidad.
Asimismo, hay cantantes masculinos que poseen esta habilidad, que por lo general son contratenores. Este es el caso del Récord Guiness Adam Lopez, con una amplia gama de notas en este registro que cubren desde el Mib6 hasta un Mib8, aunque el récord se lo adjudicó con un Do#8. También se encuentra Dimash Kudaibergen el cual pudo llegar a un Re8 usando esta técnica vocal en su canción "Unforgettable Day". También está el caso de Ryan Toby, con un Mib6 en la canción Oh Happy Day de la película Sister Act 2: Back in the Habit. El cantante Phillip Bailey, del grupo Earth, Wind & Fire, hacía uso de este recurso al interpretar en vivo su canción Reasons grabada en su versión Live de su disco All N' All. Hay vídeos en los que se pueden apreciar notas desde el Mib6 hasta un Fa6. Bon Jovi, con un Sol6 y un Sol#6, o Prince, que cubre con su rango hasta el Do#7. Aldo Brighthom muestra en un video en Youtube su nota más aguda llegando a un Re7. James Brown lograba dar en su forma particular y gutural hasta el Fa#7.